# Русенский университет
Русенский университет имени Ангела Кынчева — государственное высшее учебное заведение в городе Русе.
В университете занимаются подготовкой специалистов в области природы, водных ресурсов и экологии.

## История
Образовательное учреждение было создано 12 ноября 1945 года.
В 1950-е—1970-е годы являлось институтом электрификации и механизации сельского хозяйства.
С 21 июля 1995 года — университет.